# Churt
Churt is een civil parish in het bestuurlijke gebied Waverley, in het Engelse graafschap Surrey met 1202 inwoners.